# Jusowo (rejon mieżdurieczeński)
Jusowo (ros. Юсово) – wieś w Rosji, w rejonie mieżdurieczeńskim obwodu wołogodzkiego. W 2021 r. była niezamieszkana.